# هم‌ارزی جرم و انرژی

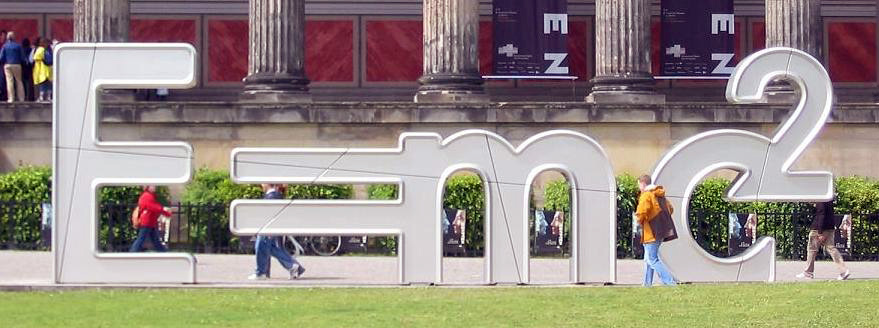
مجسمه چهار متری فرمول معروف اینشتین در برلین، آلمان ۲۰۰۶

معرفی پارامترهای هم‌ارزی جرم و انرژی

در فیزیک، معادله جرم-انرژی یکی از فرمول‌های مهم و اساسی فیزیک است. این فرمول توسط دانشمند معروف و بزرگ آلمانی آلبرت اینشتین کشف و ثبت شده‌است. این فرمول بیانگر این است که مقدار انرژی موجود در هر ماده (ژول) برابر است با حاصل ضرب جرم آن جسم (کیلوگرم) در مربع سرعت نور.
این فرمول مهم نشان می‌دهد که یک جسم با جرم بسیار اندک می‌تواند انرژی بسیار زیادی داشته باشد.
{\displaystyle E=mc^{2}}
به عبارتی، انرژی برابر است با حاصل ضرب جرم در مربع سرعت نور.
در این فرمول E به معنای انرژی یک سامانه فیزیکی، m جرم سیستم و c سرعت نور در خلاء (تقریباً ۳×۱۰۸ m/s) می‌باشد.
از آنجا که سرعت نور در مقایسه با واحدهای روزمره عدد بسیار بزرگی است، این فرمول نشان می‌دهد که هر مقدار کوچکی از ماده حاوی مقدار بسیار زیادی از انرژی است. مقداری از این انرژی ممکن است به صورت نور و گرما توسط فرایندهای شیمیایی یا هسته‌ای آزاد شود. همچنین این فرمول بیان می‌کند که یکاهایی از جرم به یکاهایی از انرژی (بدون توجه به اینکه کدام یک از سامانه‌های اندازه‌گیری بکار رود) تبدیل می‌شود.
هم‌ارزی جرم و انرژی در اصل به عنوان یک پارادوکس در نسبیت خاص بوده که توسط آنری پوانکاره شرح داده شده
و اینشتین آن را در سال ۱۹۰۵ در مقالهٔ آیا اینرسی یک جسم به انرژی درونش بستگی دارد؟ ارائه کرده‌است.
اینشتین اولین کسی بود که پیشنهاد داد هم‌ارزی جرم و انرژی یک اصل کلی بوده و نتیجه‌ای از تقارن فضا-زمان است.
یکی از نتایج هم‌ارزی جرم و انرژی این است که اگر یک جسم ایستا (بی‌تغییر) باشد، باز هم مقداری انرژی درونی یا داخلی دارد که به آن انرژی نامتغیر یا انرژی سکون گفته می‌شود. جرم سکون و انرژی سکون هم‌ارزند و با یکدیگر متناسب می‌مانند. وقتی جسمی در حال حرکت (نسبت به یک ناظر) است، مقدار کل انرژی‌اش از انرژی سکون بیشتر می‌باشد. جرم سکون (یا انرژی سکون) یک مقدار خاص در این مورد است زیرا بدون در نظر گرفتن این حرکت ثابت باقی می‌ماند، حتی در سرعت‌های شدید یا گرانشِ در نظر گرفته شده در نسبیت خاص و عام؛ بنابراین آن را جرم ثابت نیز می‌نامند.
توجه شود که در نظریه نسبیت عام، جرم لختی و جرم گرانشی با هم برابر هستند، بنابراین این فرمول‌بندی برای جرم گرانشی نیز صادق است. همان‌طور که گفته شد، در اینجا m جرم جسم در حال سکون، است. اما اگر این جسم با سرعت v در حال حرکت باشد آنگاه طبق عامل لورنتز داریم:
{\displaystyle E={\frac {mc^{2}}{\sqrt {1-{\frac {v^{2}}{c^{2}}}}}}}
حال اگر سرعت این جسم بسیار کمتر از سرعت نور باشد (v<<c)، آنگاه از معادله بالا با استفاده از سری توانی به راحتی به دست می‌آوریم:
{\displaystyle E=mc^{2}+{\frac {1}{2}}mv^{2}+\cdots }
که نشان می‌دهد، انرژی یک جسم متحرک با سرعت بسیار پایین (که در زندگی روزمره با آن‌ها سر و کار داریم) به اندازه {\textstyle {\frac {1}{2}}mv^{2}} بیشتر می‌شود؛ که این مقدار برای ما آشنا است و همان انرژی جنبشی می‌باشد که در مکانیک کلاسیک با آن سر و کار داریم.
پس از آنکه قانون پایستگی جرم و انرژی در کنش‌های هسته‌ای نقض شد توسعهً پایستگی جرم-انرژی سبب عدم ابطال قانون پایستگی گشت.
این معادله گاه برای توضیح پدیده‌های فیزیک هسته‌ای مثلاً در واپاشی هسته‌ای به کار می‌رود.

## نام‌گذاری
در ابتدا، فرمول با نمادها و علائم بسیار متفاوتی نوشته شده بود و بعداً تفسیر و تعبیرهای آن را در چند مرحله توسعه دادند.
در مقالهٔ «آیا اینرسی یک جسم به انرژی درونش بستگی دارد؟» (۱۹۰۵)، اینشتین از V برای نشان دادن سرعت نور در خلاء و از L برای نشان دادن انرژی از دست رفته از جسم در فرایند پرتوزایی، استفاده کرد. بنابراین، معادلهٔ E:mc² در اصل به عنوان یک فرمول نوشته نشده بود، بلکه تنها یک جمله به آلمانی بوده‌است: اگر جسمی انرژی L را در فرایند پرتوزایی از دست بدهد، جرم آن به اندازهٔ L/V2 کاهش می‌یابد. علامتی که در بالای آن قرار دارد، نشان می‌دهد که معادله با صرف نظر از بزرگی «مرتبه‌های چهارم و بالاتر» سری انبساط، تقریب زده شده‌است.
در مه ۱۹۰۷، اینشتین عبارتی را برای انرژی ε توضیح داد که بیان انرژی یک نقطه جرم‌دار در حال حرکت به ساده‌ترین شکل ممکن است و اصطلاح آن برای حالت سکون ε0:μV² می‌باشد (علامت μ بیانگر جرم است). این معادله با قانون هم‌ارزی جرم و انرژی مطابقت کامل دارد. همچنین اینشتین فرمول μ = E0/V2 را بکار برد که در آن E0 انرژی یک سیستم از ذرات جرم‌دار است که برای توضیح افزایش انرژی و جرم آن سیستم، وقتی سرعت حرکت ذرات مختلف افزایش یافته، بکار می‌رود.
در ژوئن ۱۹۰۷، ماکس پلانک معادله جرم-انرژی اینشتین را به صورت M = E0 + pV0/c2 برای نشان دادن رابطه بین جرم، انرژی پنهان و انرژی ترمودینامیکی در جسم بازنویسی کرد که P بیانگر فشار و V بیانگر حجم می‌باشد. سپس در اکتبر ۱۹۰۷، به صورت M0 = E0/c2 نوشته شد که صحت و اعتبار آن در تفسیر کوانتومی ارائه شده توسط یوهان اشتارک نیز در نظر گرفته شده بود.
در دسامبر ۱۹۰۷، اینشتین معادله را به صورت M = μ + E0/c2 بیان کرد و استنتاج کرد که «جرم μ با توجه به اینرسی، برابر است با مقداری از انرژی μc² . [...] غیرطبیعی به نظر می‌رسد که هر جرم لختی را مانند انبار بزرگی از انرژی در نظر بگیریم.»
در سال ۱۹۰۹، گیلبرت لوییس و ریچارد سی تولمان از دو تغییر در فرمول استفاده کردند: m = E/c2 و m0 = E0/c2 که E بیانگر انرژی جسم در حال حرکت، E۰ انرژی سکون جسم، m جرم در نسبیت و m۰ جرم سکون جسم می‌باشد. در برخی از معادلات بکار رفته در نوشته‌های مختلف هندریک لورنتز در ۱۹۱۳ (منتشر شده در ۱۹۱۴) انرژی در سمت چپ قرار گرفت: ε:mc² و ε0:mc² که ε بیانگر انرژی کل (مجموع انرژی سکون و انرژی جنبشی) یک ذره در حال حرکت، ε0 انرژی سکون، M جرم در نسبیت و m جرم سکون می‌باشد.
در سال ۱۹۱۱، ماکس فون لائو اثبات جامع M0 = E0/c2 را از تانسور ضربه-انرژی ارائه کرد که بعدها (۱۹۱۸) توسط فلیکس کلاین تعمیم یافت.
اینشتین پس از جنگ جهانی دوم یک بار دیگر به موضوع بازگشت و این بار او مقاله‌ای با نام E:mc² نوشت که توضیحات آن مناسب برای عموم خوانندگان بوده‌است.

## پایستگی جرم و انرژی
جرم و انرژی دو نام متفاوت (واحدهای اندازه‌گیری متفاوت) برای یک کمیت اساسی و پایسته فیزیکی می‌باشند. به همین جهت قانون پایستگی انرژی و قانون پایستگی جرم معادل یکدیگر و هر دو معتبرند. در سال ۱۹۴۶ اینشتین در مقاله‌ای توضیح داد که «قانون پایستگی جرم [...] در چارچوب نسبیت خاص ناکافی بوده و به همین منظور با قانون پایستگی انرژی ادغام گردید. شصت سال پیش‌تر از آن نیز قانون پایستگی انرژی مکانیکی با قانون پایستگی گرما (انرژی حرارتی) تلفیق گردیده بود. ممکن است این تصور پیش آید که قانون پایستگی انرژی که پیش‌تر نیز قانون پایستگی گرما را بلعیده و در خود هضم کرده بود، اینک به سوی بلعیدن پایستگی جرم می‌رود تا اینکه فقط خودش یکّه و تنها در میدان باقی بماند».
وقتی سخن از قانون پایستگی جرم به میان است، چنانچه منظور پایستگی جرم سکون باشد، در این صورت در نسبیت خاص معتبر نخواهد بود. انرژی سکون یک ذره (و همچنین جرم سکون آن) قابلیت تبدیل شدن به هر انرژی‌ای را ندارند؛ چرا که هم‌اکنون صورتی از انرژی (جرم) می‌باشند. در عوض می‌توانند به انواع دیگر انرژی (یا جرم) که نیازمند حرکت هستند (مانند انرژی جنبشی، انرژی گرمایی یا انرژی تابشی)، تبدیل شوند. در طرف مقابل نیز، انرژی جنبشی یا تابشی می‌توانند به ذراتی تبدیل شوند که انرژی سکون (یا جرم سکون) دارند. در حین این فرایند، مقدار کل انرژی و مقدار کل جرم هیچ‌کدام تغییر نمی‌کنند، چرا که هر دو ویژگی با یک ثابت ساده با یکدیگر در ارتباط هستند. این نظریه ایجاب می‌کند که اگر انرژی یا (کل) جرم یک سیستم ناپدید شود، همواره بتوان نتیجه گرفت که هر دوی آن‌ها حقیقتاً به یک مکان دیگر منتقل شده‌اند. بدین ترتیب، افزایش مقدار انرژی و ماده در سیستم جدید، به دلیل فقدان آن در سیستم اولیه خواهد بود.

### اشیاء و سامانه‌های سریع‌السیر
هنگامی که جسمی در جهت حرکت هُل داده می‌شود (در راستای حرکت، بر آن نیرو وارد می‌شود) تکانه و انرژی آن مقداری افزایش می‌یابد؛ ولی هنگامی که با سرعتی نزدیک به سرعت نور جابه‌جا می‌شود (به عبارتی، وقتی نمی‌تواند سریع‌تر حرکت کند) تکانه و انرژی آن جسم بی‌حد و مرز افزایش می‌یابد؛ زیرا سرعتش به یک قدر ثابت (سرعت نور) نزدیک می‌شود. این نشان می‌دهد که در نسبیت، تکانهٔ یک جسم ضریب ثابتی از سرعت نیست و نیز انرژی جنبشی ضریب ثابتی از مجذور سرعت نمی‌باشد.
نسبت تکانهٔ یک جسم به سرعت آن، تعریف خاصیتی است که به آن جرم نسبیتی گفته می‌شود. جرم نسبیتی به حرکت جسم بستگی دارد؛ بنابراین مشاهده‌گرهای متفاوت در حرکت‌های نسبی مختلف، مقادیر متفاوتی برای جرم نسبیتی یک جسم می‌بینند. اگر جسمی به کُندی در حال حرکت باشد، جرم نسبیتی آن تقریباً برابر جرم سکون است و هر دوی آن‌ها نیز تقریباً معادل جرم معمول نیوتونی می‌باشند. اگر جسم با سرعت بالایی در حال حرکت باشد، جرم نسبیتی از جرم سکون (به اندازهٔ جرم مرتبط با انرژی جنبشی جسم) بزرگ‌تر است. بدین ترتیب، اگر جسم به سرعت نور نزدیک شود، جرم نسبیتی آن به‌طور نامحدود افزایش می‌یابد؛ زیرا به انرژی جنبشی جسم مقداری نامحدود اضافه می‌شود و از طرفی، این انرژی با جرم مرتبط است.
جرم نسبیتی همواره برابر است با انرژی کل (انرژی سکون بعلاوهٔ انرژی جنبشی) تقسیم بر c2 (مجذور سرعت نور) از آنجا که جرم نسبیتی کاملاً متناسب با انرژی است، جرم نسبیتی و انرژی نسبیتی تقریباً مترادف یکدیگر بوده و تنها وجه تمایز آن‌ها، تفاوت یکاها می‌باشد. اگر طول و زمان در یکاهای طبیعی در نظر گرفته شوند، سرعت نور برابر با یک (۱) و حتی این وجه اختلاف نیز ناپدید خواهد شد. وقتی جرم و انرژی یکاهای یکسانی دارند و همواره معادل یکدیگرند، سخن گفتن از جرم نسبیتی حشو خواهد بود؛ چرا که جرم نسبیتی فقط نام دیگری برای انرژی است. به همین جهت، فیزیک‌دانان معمولاً واژهٔ مختصر «جرم» را به معنای جرم سکون یا جرم ثابت (نه جرم نسبیتی) بکار می‌برند.
جرم نسبیتی یک جسم در حال حرکت، بزرگ‌تر از جرم نسبیتی جسمی ساکن است؛ زیرا شیء متحرک انرژی بیشتری (انرژی جنبشی) دارد. جرم سکون جسم، «جرم یک جسم در حالت سکون (بدون حرکت)» تعریف می‌شود؛ بنابراین جرم سکون مستقل از حرکت مشاهده‌گر بوده و همواره ثابت است. به عبارتی، در تمام چارچوب‌های مرجع لخت یکسان و نامتغیر است.
در اشیاء و سیستم‌هایی که از اجزاء زیادی تشکیل شده‌اند (مانند هسته اتم، سیارات و ستاره‌ها) جرم نسبیتی برابر است با مجموع (انرژی‌ها یا) جرم‌های نسبیتی این اجزاء؛ چون انرژی در سیستم‌های تک افتاده، جمعی (additive) است. این مسئله در صورتی که انرژی کاهش یابد، در سیستم‌های آزاد صادق نیست؛ مثلاً اگر اجزاء سیستمی با نیروهای ربایشی (جاذبه) به یکدیگر اتصال یابند و انرژی حاصل از نیروهای جاذبه‌ای بیشتر از کار انجام شده باشد، از سیستم خارج می‌شود و با خروج این انرژی ماده از دست می‌رود. به عنوان مثال جرم هستهٔ یک اتم، از مجموع جرم کل پروتون‌ها و نوترون‌های سازندهٔ آن کمتر است. اما این مسئله تنها پس از خروج انرژی بستگی حاصل از اتصال، در قالب پرتوی گاما صحت دارد (که در این سیستم، جرم انرژی بستگی را حمل و خارج می‌کند). مقدار این جرم با انرژی لازم برای شکستن هسته و تبدیل آن به پروتون‌ها و نوترون‌های مجزا نیز برابر است (در این حالت کار و انرژی باید تأمین شوند). به همین ترتیب، جرم منظومه شمسی اندکی کمتر از مجموع جرم‌های تک تک سیارات و خورشید است.
در سیستمی متشکل از ذراتی که در جهات مختلف از یکدیگر دور می‌شوند، جرم ثابت سیستم مشابه با جرم سکون است و برای تمامی مشاهده کنندگان یکسان می‌باشد؛ حتی مواردی که در حرکت نسبی هستند؛ و به عنوان کل انرژی تقسیم بر c² در مرکز چارچوب جرم تعریف می‌شود (که طبق تعریف، کل تکانهٔ سیستم در آن نقطه صفر است). یک مثال ساده از جسمی با اجزای متحرک که تکانه کل آن (یعنی برآیند تکانهٔ آن) صفر است، محفظهٔ گاز می‌باشد. در این حالت، جرم این محفظه با انرژی کل آن (از جمله انرژی جنبشی مولکول‌های گاز) بدست می‌آید؛ چرا که وقتی تکانه برابر با صفر باشد، انرژی کل با جرم ثابت در تمامی چارچوب‌های مرجع برابر و هم‌ارز است. تنها در چنین چارچوب‌های مرجعی، شیء یا جسمی را می‌توان وزن نمود. بدین ترتیب، نظریه نسبیت خاص اثبات می‌کند که انرژی گرمایی (حرارتی) در تمامی اجسام (از جمله جامدات) بر کل جرم و وزن آن، مقداری را می‌افزاید؛ ولو اینکه این انرژی به شکل انرژی جنبشی یا پتانسیل اتم‌های جسم، موجود باشد. این نکته در مورد جرم سکون اتم‌های تشکیل دهندهٔ جسم مشاهده نمی‌شود.
بدین ترتیب، حتی اگر فوتون‌ها (کوانتای نور) در فضای یک محفظه به دام بیافتند (به شکل گاز فوتون یا تابش گرمایی) تمایل دارند جرم مرتبط با انرژی خود را به محفظه بیفزایند. چنین جرم اضافی و مازادی در تئوری می‌تواند همانند انواع دیگر جرم سکون وزن شود. این مسئله در نظریه نسبیت خاص صحت دارد، هرچند فوتون‌ها منفردا جرم سکون ندارند. هر شکلی از انرژی به دام افتاده و محصور به سیستم‌هایی که تکانه ویژه ندارند، جرمی قابل اندازه‌گیری می‌افزاید. این ویژگی، یکی از نتایج برجستهٔ نسبیت می‌باشد و قرین و مشابهی در فیزیک کلاسیک نیوتنی که در آن پرتوزایی، نور، گرما و انرژی جنبشی تحت هیچگونه شرایط محیطی جرمی قابل اندازه‌گیری بروز نمی‌دهند، ندارد.
همان‌گونه که جرم نسبیتی یک سیستم بسته، با زمان پایسته است، جرم سکون نیز چنین است. این ویژگی منجر به پایستگی همهٔ انواع جرم‌ها در سامانه‌ها و نیز در واکنش‌هایی که در آن‌ها ماده نابود شده و انرژی متناظر به آن بر جای می‌ماند می‌شود. ماده می‌تواند در واکنش‌های مختلف پیدا شده یا ناپدید شود، اما جرم و انرژی هر دو در این فرایند دست‌نخورده باقی می‌مانند.

## کاربست‌پذیری فرمولE =mc2
همان‌طور که در بالا بیان شده‌است، دو تعریف متفاوت از جرم و دو تعریف متفاوت از انرژی در نسبیت خاص کاربرد دارد. فرمول سادهٔ E:mc² به‌طور کلی برای تمام انواع جرم و انرژی قابل استفاده نیست؛ مگر در این مورد خاص که تکانهٔ کل افزایشی سیستم تحت مطالعه صفر باشد. در چنین موردی که پیروی سیستم از چارچوب مرکز جرم و چارچوب مرکز تکانه‌اش همواره تضمین شده‌است، E:mc² برای تمام انواع جرم و انرژی صادق می‌باشد. به عنوان مثال در چارچوب مرکز جرم، کل انرژی جسم یا سامانه برابر است با جرم سکون آن در c². این همان رابطه‌ای است که در مثال پیشین (محفظهٔ گاز) مورد استفاده قرار گرفت. در چارچوب‌های مرجع دیگری که مرکز جرم در حرکت است، رابطهٔ مذکور معتبر نیست. در چنین سامانه‌ای و در چنین اجسامی، انرژی کل به جرم سکون و تکانهٔ کل آن بستگی دارد.
در چارچوب‌های مرجع لخت غیر از چارچوب ساکن و چارچوب مرکز جرم، معادلهٔ E:mc² درست خواهد بود؛ به شرطی که انرژی و جرم نسبیتی باشند. و نیز این معادله برای جرم سکون یا نامتغیر و انرژی سکون یا نامتغیر (مینیمم انرژی) درست است. با این وجود، رابطهٔ انرژی کل یا نسبیتی (Er) با جرم ثابت یا نامتغیر (m0) نیازمند تعمق و بررسی تکانهٔ کل سامانه، در چارچوب‌های مرجع و سامانه‌هایی است که تکانهٔ کلْ مقداری غیرصفر داشته باشد. این فرمول، سپس رابطه‌ای میان دو نوع متفاوت از جرم و انرژی الزام می‌کند که نسخهٔ تعمیم یافته معادلهٔ اینشتین است و رابطهٔ انرژی-تکانه نسبیتی نامیده می‌شود:
{\displaystyle {\begin{aligned}E_{r}^{2}-|{\vec {p}}\,|^{2}c^{2}&=m_{0}^{2}c^{4}\\E_{r}^{2}-(pc)^{2}&=(m_{0}c^{2})^{2}\end{aligned}}}
یا
{\displaystyle E_{r}={\sqrt {(m_{0}c^{2})^{2}+(pc)^{2}}}\,\!}
در اینجا، عبارت ²(pc) بیانگر مجذور نرم اقلیدوسی بردارهای مختلف تکانه (طول کل بردار) است؛ و در صورتی که تنها یک ذرهٔ منفرد مورد بررسی قرار گیرد به مجذور اندازه تکانهٔ ساده (اصلی) ذره، کاهش می‌یابد. این معادله (انرژی-تکانه) هنگامی که اندازه حرکت (p) صفر است، به E:mc² و برای فوتون‌ها با m0 = ۰ به Er = pc ساده می‌شود.